# Ko Yong-hui
Dans ce nom, le nom de famille, Ko, précède le nom personnel coréen.
Ko Yong-hui, ou Ko Young-hee (en chosŏn'gŭl : 고용희, en hanja : 高英姬 ou 高容姬, en katakana : コ・ヨンヒ et en kanji : 高容姫),, née le 26 juin 1952 à Osaka (Japon) et morte le 24 mai 2004 à Paris 5e (France), est une danseuse nord-coréenne devenue l'une des maîtresses du dirigeant Kim Jong-il et la mère de Kim Jong-un.

## Biographie
Ko Yong-hui naît le 26 juin 1952 dans le quartier de Tsuruhashi (ja) de l'arrondissement d'Ikuno de la ville d'Osaka, dans la région du Kansai, au Japon, dans une famille d'origine coréenne.
L’identité de son père n’est pas certaine, il s’agirait soit de Ko Kyong Thaek (un résident coréen au Japon) soit de Ko Tae Mun (judoka originaire de l’île Jeju).
Elle arriva en Corée du Nord en 1961. Au début des années 1970, elle intègre la troupe de danse Pyongyang Mansudae Art.
C'est en 1975 que Ko Young-hee rencontre Kim Jong-il avec qui elle eut trois enfants : Kim Jong-chol, Kim Yo-jong et Kim Jong-un, qui a été désigné pour prendre la succession de son père à la tête du pays. Elle reste le grand amour de Kim Jong-il.
La propagande nord-coréenne a instauré un culte de la personnalité la désignant comme « la mère respectée qui est la sujette la plus fidèle et la plus loyale au cher dirigeant camarade commandant suprême », « la mère respectée de Pyongyang » ou encore comme « la mère de la nation ».

### Mort
Depuis les années 2000, Ko Yong-hui a été traitée pour un cancer de la glande mammaire, et en 2003, le cancer a récidivé, la rendant pratiquement incurable. Ayant pressenti sa propre mort, Ko Yong-hui aurait déployé de grands efforts pour éviter que le fils aîné de Kim Jong-il, Kim Jong-nam, ne devienne le successeur de Kim Jong-il, en cherchant à contrer l'influence de ce dernier et de ses partisans.
En septembre 2003, elle a été gravement blessée à la tête dans un accident de voiture, ce qui a aggravé sa santé. En 2004, Ko Yong-hui aurait reçu un traitement pour des tumeurs et des problèmes cérébraux dans un hôpital de Paris, à la suite d’une visite secrète de médecins français en Corée du Nord.
En mai 2002, Kim Jong-nam, fils aîné de Kim Jong-il, qui occupait le poste de directeur du bureau de la sécurité de l'État en Corée du Nord, a été expulsé du Japon après avoir été découvert avec un faux passeport. Il a également été démis de ses fonctions de directeur du bureau de la sécurité de l'État.
Plusieurs sources ont rapporté que Ko Yong-hui aurait été soignée à Paris au printemps 2004, puis rapatriée en avion à Pyongyang, où elle serait tombée dans le coma avant de décéder le 13 août 2004. Des diplomates nord-coréens à Paris auraient acheté un cercueil luxueux « extrêmement cher » et l'auraient expédié à Pyongyang par vol charter
Cependant, d'autres sources affirment qu'elle est décédée à Paris,,,, des suites d'une maladie non spécifiée, probablement d'un cancer du sein. Elle serait décédée trois mois plus tôt, vers le mois de mai, à l'Institut Curie dans le 5e arrondissement de Paris, ou bien à l'Institut Gustave-Roussy de Villejuif, en proche banlieue parisienne, dans le Val-de-Marne,,,,. Par la suite, la date de décès a été confirmée comme étant le 24 mai 2004, d’après une pierre tombale dévoilée ultérieurement. En 2012, Kim Jong-un a fait construire une tombe pour Ko sur le mont Taesong.
Le gouvernement nord-coréen était embarrassé de la mort de Ko Yong-hui en France, un pays avec lequel la Corée du Nord n'a pas de relations diplomatiques. Il est rapporté que le gouvernement sud-coréen de l'époque aurait aidé à organiser le rapatriement du corps vers Pyongyang.

## Propagande
Elle aurait dû devenir « mère respectée » dans le cadre d’une opération de propagande à la fin des années 1990 en vue de la succession de Kim Jong-il, pour l’un de ses fils.